# 聖母無原罪主教座堂 (莫斯科)

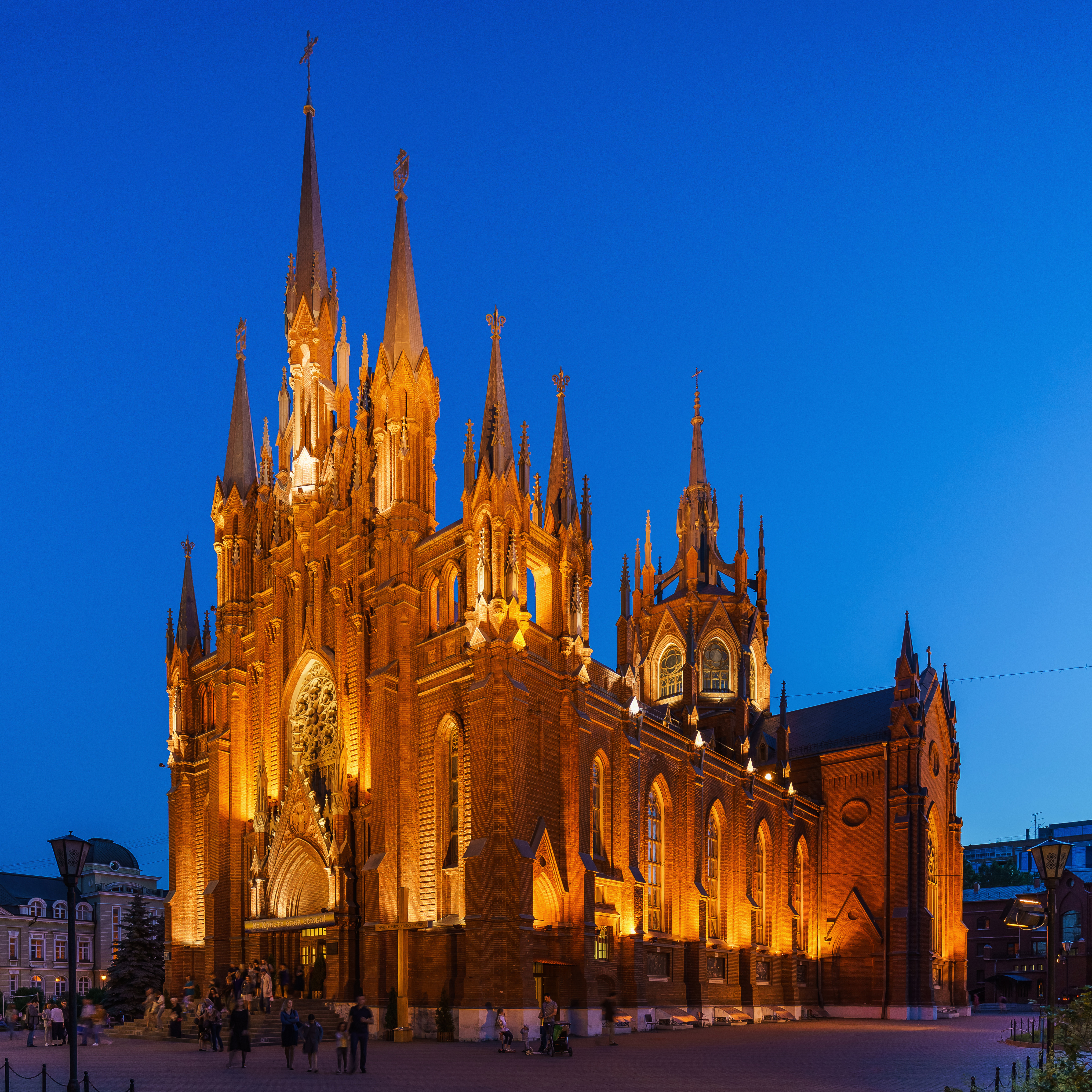
聖母無原罪主教座堂

聖母無原罪主教座堂（俄语：Собо́р Непоро́чного Зача́тия Пресвято́й Де́вы Мари́и）是位於俄羅斯首都莫斯科市中心的一座羅馬天主教的主教座堂，為新哥特式建築。該教堂是莫斯科僅有的三座羅馬天主教堂之一，也是俄羅斯最大的天主教堂。

## 外部連結
- Official website of the cathedral with historic photographs and videos （俄文）
- More than 200 photographs of the cathedral; inside and outside （页面存档备份，存于） （俄文）